# Strychnos zenkeri
Strychnos zenkeri är en tvåhjärtbladig växtart som beskrevs av Ernest Friedrich Gilg och John Gilbert Baker. Strychnos zenkeri ingår i släktet Strychnos och familjen Loganiaceae. Inga underarter finns listade i Catalogue of Life.